# Булгаран
Булгаран (на латински: Bulgar, Bulgaran, на испански: Búlgar, Bulgarano) e вестготски дипломат, граф и управител на Септимания (Нарбонска Галия, Аквитания) по времето на Гундемар, живял през 6 и 7 век.
За граф Булгаран научаваме от добре запазените шест негови ръкописни епистоли, чието повествование обхваща десетилетието между 603 и 612 година. От разказа му се разбира, че заговора на Витерих (И. Севилски, История на готите), ознаменуван с убийството през 603 г. на младия крал Лиува II (син на Рекаред I), го обрича на гонения, затвори и изгнание до кончината на тирана през 610 г., на която Булгаран е свидетел. С идването на власт на Гундемар (610 – 612 г.) си възвръща статуса на знатен, придобива почести и властта над Септимания: от този период са и запазените от него писма. В споменатото изследване за визиготските литературни извори, се споменава, че три от епистолите му са изключително интересни от историческа гледна точка, защото хвърлят светлина върху международната политика на визиготската монархия.
1. Една от тях е отправена към неспоменат поименно франкски епископ, от когото Булгаран изисква обяснение относно размириците в Бургундия и подстрекаването на аварите да възстанат против Теодоберт, крал на Австразия, което подклаждат бургундските крале: Брунхилда (Brunequilda) и Теодерих. Останалата част от посланието е посветена на двустранните отношения и кореспонденция между визиготската монархия и франкския крал на Австразия Теодеберт II, за когото Булгаран говори с нескрити симпании.
2. Следващата епистола, отправена навярно към същия анонимен франкски епископ (предполага се, че поданик на Австразия), разкрива намеренията на Гундемар и Теодеберт II да подпишат мирен договор и се засвидетелствува посредничеството на графа на Септимания в уреждането на условията на преговорите и уговорените финансови трансакции по споразуменията, както и безпокойството му и нестихвация инерес към (темата на деня!) конфликта в Австразия.
3. Третото послание е отправено отново към неизвестен франкски епископ, който (ако се съди по тона и съдържанието) е с по-голяма вероятност поданик на Бургундия. Чрез него Булгаран изразява недоволството си от неспазването от страна на франките на подписания с визиготското кралство мирен договор и заявява, че няма да бъдат допускани пратеници по пътищата до Толедо, докато не бъдат компенсирани щетите нанесени на визиготите, предвид пленяването на техни пратеници и задържането на двама благородници. Изисква се също връщането на две крепости дарени навремето от Рекаред I на Брунхилда (Brunequilda) при подписването на мирното споразумение.
4. Четвъртоно писмо, от по-личен характер, е отправено към епископ Агапий, за когото се предполага, че е навярно епископа на Кордова. Чрез него Булгаран благодари за съдействието, помощта и утехата получени по времето, когато е бил в немилост и споделя задоволството си от факта, че всички негови съратници са придобили заслужено признание и социално положение, като например Серхио, епископа на Нарбона. Признава също, че е бил свидетел на кончината на Витерих и доверения му приятел (навярно херцога на Нарбонска Галия), отнесли се така жестоко и несправедливо към него. Благодари също за помощта оказана му по време на гоненията от епископа Елергий (се смята, че става дума за едноименния епископ на Егара, днешна Тараса/ Tarrasa).
5. Петото послание, също от личен характер, е отправено с благодарност за помощта и посредничеството оказани в най-трудните за него моменти. Получателя е епископ на Галия, чието име не е споменато, но навярно се отнася за Серхио, епископа на Нарбона.
6. Шестото и последно запазено писмо е адресирано към визиготския монарх Гундемар по повод на преждевременната смърт на младата му съпруга Хилдоара, възпята с възхищение от граф Булгаран в търсене на утеха за краля, с чиято благосклонност се ползва.
Заслужава си да се отбележи, че епистолите на Булгаран са ценни поради рядкостта си като експоненти на епистолярния жанр от визиготското владичество и показват недвусмислено високата култура, с която са се ползвали благородниците по онова време. Езикът му е богат и изискан и се различават по стил официалните му послания от личните благодарствени писма, богати на библейски образи и препратки.